# Puchar Narodów Afryki 1988
Puchar Narodów Afryki 1988 (16. edycja) rozegrany został na boiskach Maroka. W turnieju wzięło udział 8 zespołów podzielonych na dwie grupy.

## Eliminacje
Zobacz: Puchar Narodów Afryki 1988 (eliminacje)

## Turniej główny

### Stadiony
- Stade Mohamed V, Casablanca
- Stade Moulay Abdellah, Rabat

### Grupa A
13 marca 1988
| Maroko Krimau 43 min.                   | 1 – 1 | Zair Lutonadia 88 min.    | Stade Mohamed V |
| Wybrzeże Kości Słoniowej Traoré 48 min. | 1 – 1 | Algieria Belloumi 16 min. | Stade Mohamed V |

16 marca 1988
| Wybrzeże Kości Słoniowej Traoré 74 min. | 1 – 1 | Zair Kabongo 37 min. | Stade Mohamed V |
| Maroko El Haddaoui 52 min.              | 1 – 0 | Algieria             | Stade Mohamed V |

19 marca 1988
| Algieria Ferhaoui 36 min. | 1 – 0 | Zair                     | Stade Mohamed V |
| Maroko                    | 0 – 0 | Wybrzeże Kości Słoniowej | Stade Mohamed V |

| Zespół   | Pkt | M | W | R | P | G strz. | G str. | bilans |
| -------- | --- | - | - | - | - | ------- | ------ | ------ |
| Maroko   | 4   | 3 | 1 | 2 | 0 | 2       | 1      | +1     |
| Algieria | 3   | 3 | 1 | 1 | 1 | 2       | 2      | 0      |
| W.K.S.   | 3   | 3 | 0 | 3 | 0 | 2       | 2      | 0      |
| Zair     | 2   | 3 | 0 | 2 | 1 | 2       | 3      | -1     |

Algieria i Wybrzeże Kości Słoniowej miały identyczny bilans na zakończenie rozgrywek w Grupie A – o awansie Algierii zdecydowało losowanie.

### Grupa B
14 marca 1988
| Kamerun Milla 5 min.                                  | 1 – 0 | Egipt | Stade Moulay Abdellah |
| Nigeria Yekini 6 min. Edobor 13 min. Okosieme 33 min. | 3 – 0 | Kenia | Stade Moulay Abdellah |

17 marca 1988
| Kamerun Milla 21 min.                         | 1 – 1 | Nigeria Okwaraji 2 min. | Stade Moulay Abdellah |
| Egipt El-Hamid 2 min., 65 min. Younis 58 min. | 3 – 0 | Kenia                   | Stade Moulay Abdellah |

20 marca 1988
| Kamerun | 0 – 0 | Kenia | Stade Moulay Abdellah |
| Nigeria | 0 – 0 | Egipt | Stade Moulay Abdellah |

| Zespół  | Pkt | M | W | R | P | G strz. | G str. | bilans |
| ------- | --- | - | - | - | - | ------- | ------ | ------ |
| Nigeria | 4   | 3 | 1 | 2 | 0 | 4       | 1      | +3     |
| Kamerun | 4   | 3 | 1 | 2 | 0 | 2       | 1      | +1     |
| Egipt   | 3   | 3 | 1 | 1 | 1 | 3       | 1      | +2     |
| Kenia   | 1   | 3 | 0 | 1 | 2 | 0       | 6      | -6     |

### Półfinały
23 marca 1988
| Nigeria Belgherbi (samob.) 36 min. | 1 – 1 karne 9-8 | Algieria Maatar 86 min. | Stade Moulay Abdellah |
| Kamerun Makanaky 78 min.           | 1 – 0           | Maroko                  | Stade Mohamed V       |

### Mecz o trzecie miejsce
26 marca 1988
| Algieria Belloumi 87 min. | 1 – 1 karne 4-3 | Maroko Ghiati 44 min. Nader 67 min. | Stade Mohamed V |

### Finał
27 marca 1988
| Nigeria | 0 – 1 | Kamerun Kunde 55 min. | Stade Mohamed V |

- Nigeria: Rufai – Sofoluwe, Eboigbe, Keshi, Omokaro – Okwaraji, Eguavoen, Nwosu, Okosieme – Yekini, Okenla (Edobor)
- Kamerun: Bell – Tataw, Kundé, Massing, Ntamark – Ollé-Ollé (Abéna), M’Bouh, Makanaky – M’Fedé, Kana Biyik, Milla